# Mythologies (album)
Pour les articles homonymes, voir Mythologies.
Albums de Patricia Barber
Live: A Fortnight In France The Premonition years 1994-2002
Mythologies est un album Blue Note de la pianiste-chanteuse-compositrice de jazz Patricia Barber, édité en 2006.

## Thèmes et style musical
Première artiste de la chanson à avoir été récompensée en 2003 par une bourse de la Fondation Guggenheim (Guggenheim Fellowship), Patricia Barber a écrit avec Mythologies une suite de onze compositions inspirées par la mythologie grecque, dont chacune illustre un personnage des Métamorphoses d'Ovide,,.
Cet album avec des ambiances parfois sombres ou humoristiques, s'étend sur une palette musicale large entre le jazz post-bop, la musique classique, les musiques du monde, la pop, le hip-hop, le R&B et le rock.

## À propos des morceaux

### The Moon
Cette chanson apparait sur l'album Verses de 2002. La fascination des écrivains pour la lune, les rêves qu'elle suscite, et la quantité de chansons et de poèmes qu'elle a inspirés de tous temps, donne à Patricia Barber l'envie d'en livrer sa propre vision.
La lune est une artiste au cœur brisé, fatiguée de se donner en spectacle chaque nuit. Elle observe les Hommes, la Terre, les guerres, lasse de ce spectacle. Mais sans elle le monde serait plongé dans les ténèbres et le chaos, et sans les Hommes pour l'admirer, elle ne brillerait plus (but I can't shine without you!).

### Morpheus
Cette lente ballade au piano est rythmée par une pulsation régulière de la contrebasse. Morpheus est une prière qu'elle adresse au Dieu du sommeil, pour qu'il lui envoie Morphée, le Dieu des rêves.

### Pygmalion
Pygmalion rêve de voir une statue de femme revenir à la vie, et lui pose des questions universelles : Puis-je espérer ton amour ? Puis-je voir réalisé mon phantasme ?

### Hunger
La faim (Fames) est un personnage féminin qu'Ovide décrit comme laide, mince, vorace et méchante. Dans cette chanson, Patricia Barber inverse l'histoire et l'imagine mince et séduisante. Une métaphore alimentaire qui décrit l'insatiabilité du désir, et qui se moque de la norme sociale de minceur dans notre société de consommation.

### Icarus
Dédié à Nina Simone, cette chanson est un hommage à sa vie entre mythe et réalité.  Après que Dédale a fabriqué ses ailes, elle imagine qu'Icare continue de voler à perte de vue et ne retombe pas sur terre. Comme Nina Simone au Midtown Club de Philadelphie dans sa robe de soie, tous deux savent que voler éternellement ne peut se faire sans prendre de risque. Car le dépassement de soi permet de repousser les barrières du monde.

### Orpheus
Écrite comme un sonnet, la chanson Orpheus est une ode à la solitude et à la perte. Orphée le musicien supplie Hadès, Maître des Enfers, de permettre à Eurydice, son amour, de vivre à nouveau.

### Persephone
Contrairement à l'histoire racontée par Ovide, en s'appuyant sur les visions de l'Enfer par Homère et par Dante, Patricia Barber réécrit son propre mythe, une chanson sur le thème de la séduction. Perséphone est une déesse qui peut voyager entre la Terre et l'Enfer. Mais elle en fait ici une déesse qui finit par apprécier son pouvoir, et qui l'utilise pour corrompre et obtenir tout ce qu'elle veut.

### Narcissus
Une chanson à double sens sur le thème de l'homosexualité : si la morale dit que l'amour homosexuel est narcissique, alors pourquoi ne pas s'amuser de ce paradoxe : ne pas savoir si l'on fait l'amour à l'autre ou à soi-même ?

### Whiteworld/Oedipus
Œdipe était un jeune homme arrogant qui tua son père. Le texte amer de Patricia Barber transpose cette histoire à l'actualité, dans le contexte des guerres que mènent les Américains au Moyen-Orient.

### Phaeton
Une autre transposition du mythe à l'actualité, avec l'histoire du jeune Phaéton qui vole le char de son père, le Chariot du Soleil. Mais trop immature, il ne sait pas le conduire et s'écrase sur Terre, détruisant par le feu la plupart des espèces vivantes.

### The Hours
Les Heures sont deux déesses d'Ovide. Elles nous observent sans agir, et malgré tous nos malheurs, elles ne font que marquer le temps. La chanson s'en prend à leur manque de cœur, en hommage au besoin de courage de l'Homme devant la mort. Inspirée par sa rencontre avec Primo Levi, survivant du camp d'Auschwitz, Patricia Barber joue une pièce très émouvante appuyée par les voix du Chœur de Thunder Bay.

## Récompenses
Cet album a reçu à sa sortie les distinctions Choc du magazine Jazzman, ffff de Télérama, Disque d'émoi de Jazz Magazine.

## Liste des morceaux
Toute la musique est composée par Patricia Barber.
| No  | Titre                    | Durée |
| --- | ------------------------ | ----- |
| 1.  | The Moon                 | 7:10  |
| 2.  | Morpheus                 | 4:34  |
| 3.  | Pygmalion                | 4:40  |
| 4.  | Hunger                   | 4:35  |
| 5.  | Icarus (for Nina Simone) | 5:14  |
| 6.  | Orpheus/Sonnet           | 4:33  |
| 7.  | Persephone               | 6:00  |
| 8.  | Narcissus                | 3:41  |
| 9.  | Whiteworld/Oedipus       | 5:21  |
| 10. | Phaeton                  | 5:21  |
| 11. | The Hours                | 7:47  |

## Liste des musiciens
- Patricia Barber : piano et voix[4]
- Neal Alger : guitare
- Michael Arnapol : contrebasse
- Eric Montzka : batterie
- Jim Gailloreto :saxophone
- Paul Falk, Grażyna Auguścik, Lawrice Flowers, Airreal Watkins, Walter "Mitchell" Owens : voix selon les morceaux